# قرار مجلس الأمن التابع للأمم المتحدة رقم 2070
قرار مجلس الأمن التابع للأمم المتحدة رقم 2070، المتخذ بالإجماع في 12 أكتوبر 2012.

## روابط خارجية
- نص القرار في undocs.org